# Calzada de Guadalupe (San Luis Potosí)
La Calzada de Guadalupe es una calle de uso peatonal en la ciudad de San Luis Potosí, San Luis Potosí, México. Está ubicado entre el Jardín Colón y la Basílica de Guadalupe en sentido norte a sur. 

## Historia
La calzada es uno de los espacios más emblemáticos de la ciudad. Originalmente fue creada en 1662 para servir como vía procesional desde el centro histórico hasta la Basílica de Guadalupe. Si se agrega la extensión peatonal que sigue al norte desde el Jardín Colón, por las calles Ignacio Zaragoza, Jardín Hidalgo, Miguel Hidalgo hasta llegar al Mercado Hidalgo, es un total de 3 kilómetros, lo que junto al Paseo Alcalde en Guadalajara, Jalisco, sería uno de los paseos peatonales más grandes de México.
Se considera la frontera que divide al Barrio de San Miguelito que se ubica en el poniente y el Barrio de San Sebastián que se ubica en el oriente. Durante el porfiriato fue embellecido bajo los ideales del modernismo. En esta época se construyeron muchos de los edificios que le dieron un papel importante como el Casino Militar, el Centro de Exposiciones Agrícolas e Industriales y la Penitenciaría del Estado. También existía una tranvía que conectaba a la basílica con la Alameda Juan Sarabia.
Los habitantes de los mencionados barrios y también del Barrio de San Juan de Guadalupe han usado el espacio por mucho tiempo. La antigua Caja del Agua fue la principal fuente de abastecimiento y suministro de agua para los vecinos de los barrios aledaños hasta 1935. Las familias más antiguas se asentaron cerca de la Caja del Agua y caminaban por la calle para recolectar agua. Muchos vecinos vieron positivamente el cierre de la antigua penitenciaría del estado que ahora es el Centro de las Artes. La existencia de una cárcel tan cerca de sus hogares causaba mucho temor e inquietud entre los habitantes. Su transformación en un centro cultural cambió radicalmente el ambiente de la zona. Muchos peregrinos aún pasean por la calzada para las celebraciones de la Virgen de Guadalupe cada 12 de diciembre. Hoy en día la calzada se ha vuelto un sitio muy visitado por tanto los habitantes locales como los turistas. Se han abierto tiendas que venden chocolates, gorditas, tacos, refrescos y micheladas. También hay jóvenes que transitan la zona en busca de pareja o de pasar tiempo con sus amigos. La iluminación de la Caja del Agua y el Centro de las Artes ha mejorado la apariencia de la calzada.
A partir de 2017 se inició la rehabilitación de varios monumentos a través de la calzada ya que no había sido renovada en muchos años. El gobierno municipal tomó la iniciativa de remodelar el Jardín Colón y la Caja del Agua.
En 2019 el presidente municipal Xavier Nava Palacios anunció que se agregaron 106 luces led a través de toda la calzada como parte de un esfuerzo en agregar 50000 luminarias por toda la ciudad.

## Prolongación
- Extremo Norte: Calle Ignacio Zaragoza (intersección Jardín Colón).
- Extremo Sur: Prolongación Calzada de Guadalupe (intersección Boulevard Antonio Rocha Cordero).

## Galería

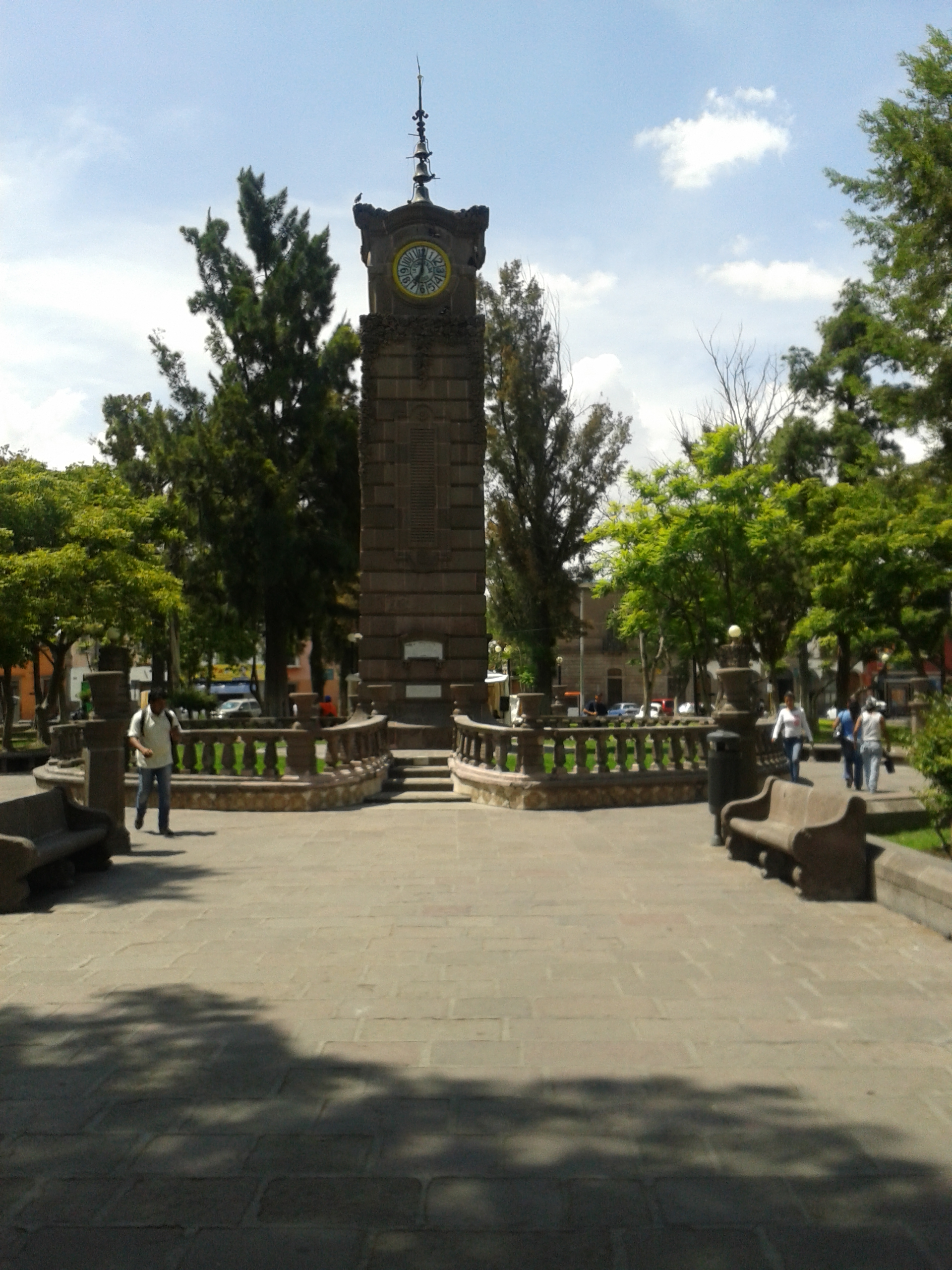
Jardín Colón.
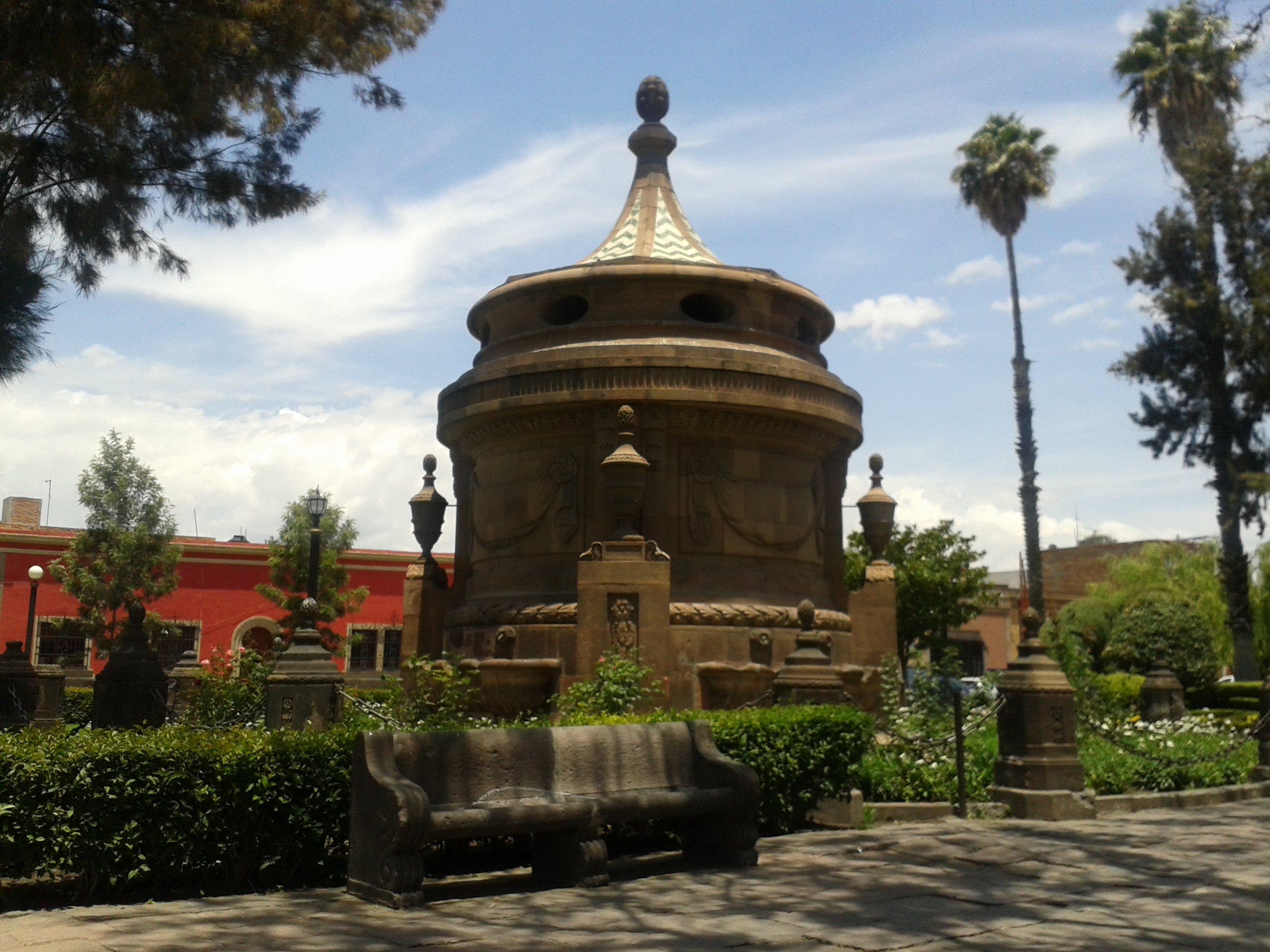
Caja del Agua.
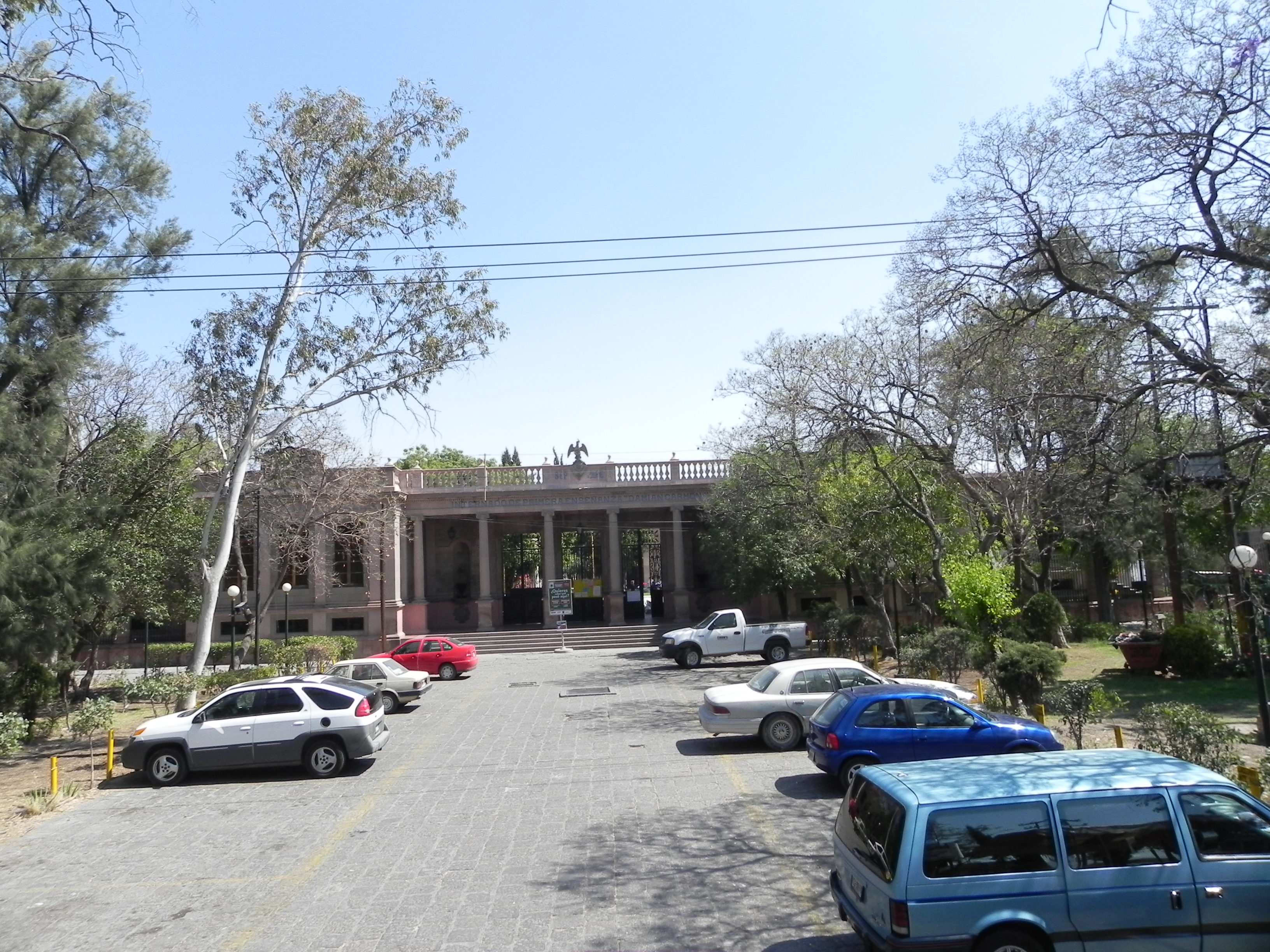
Internado Damian Carmona.
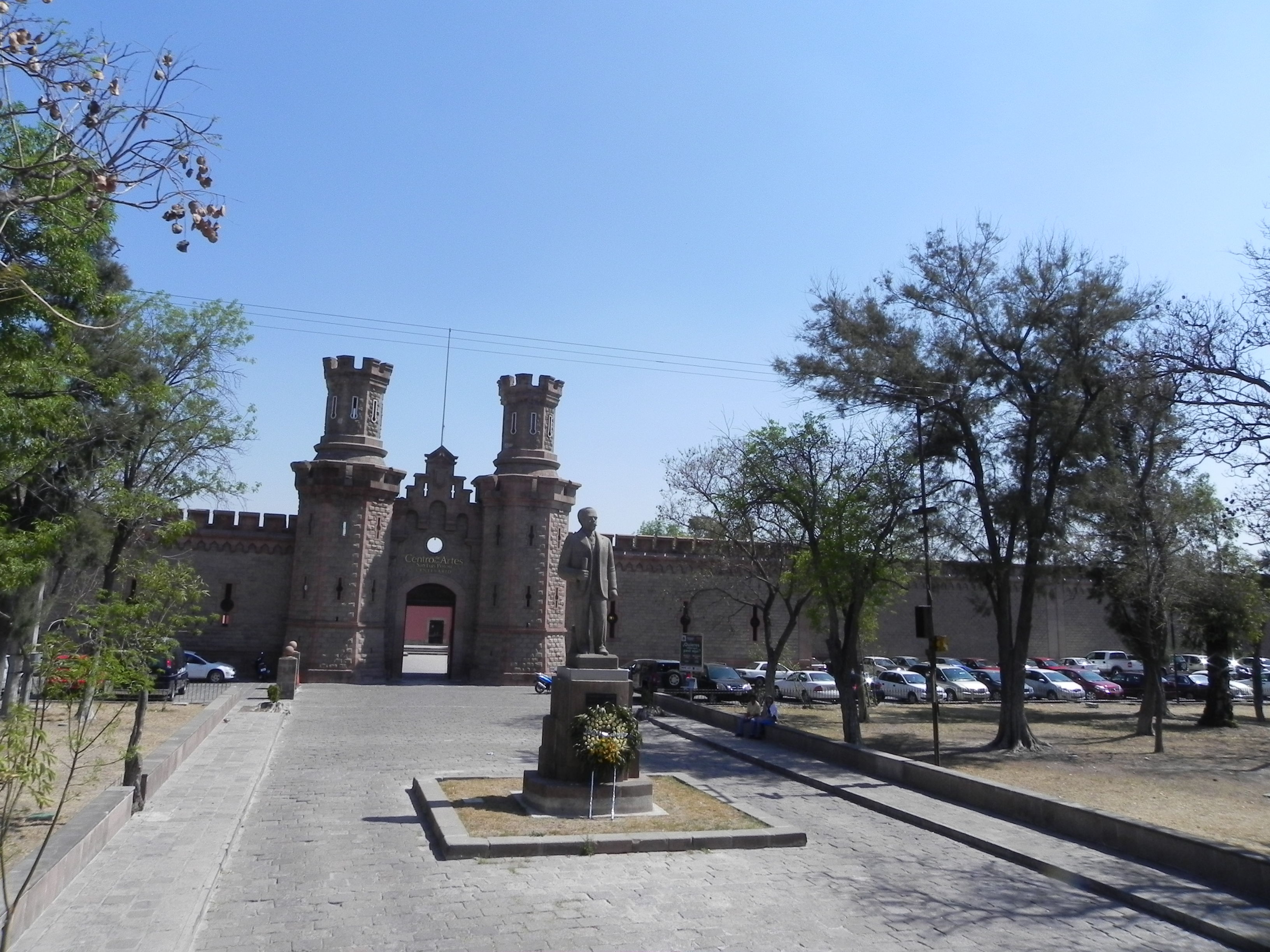
Centro de las Artes.
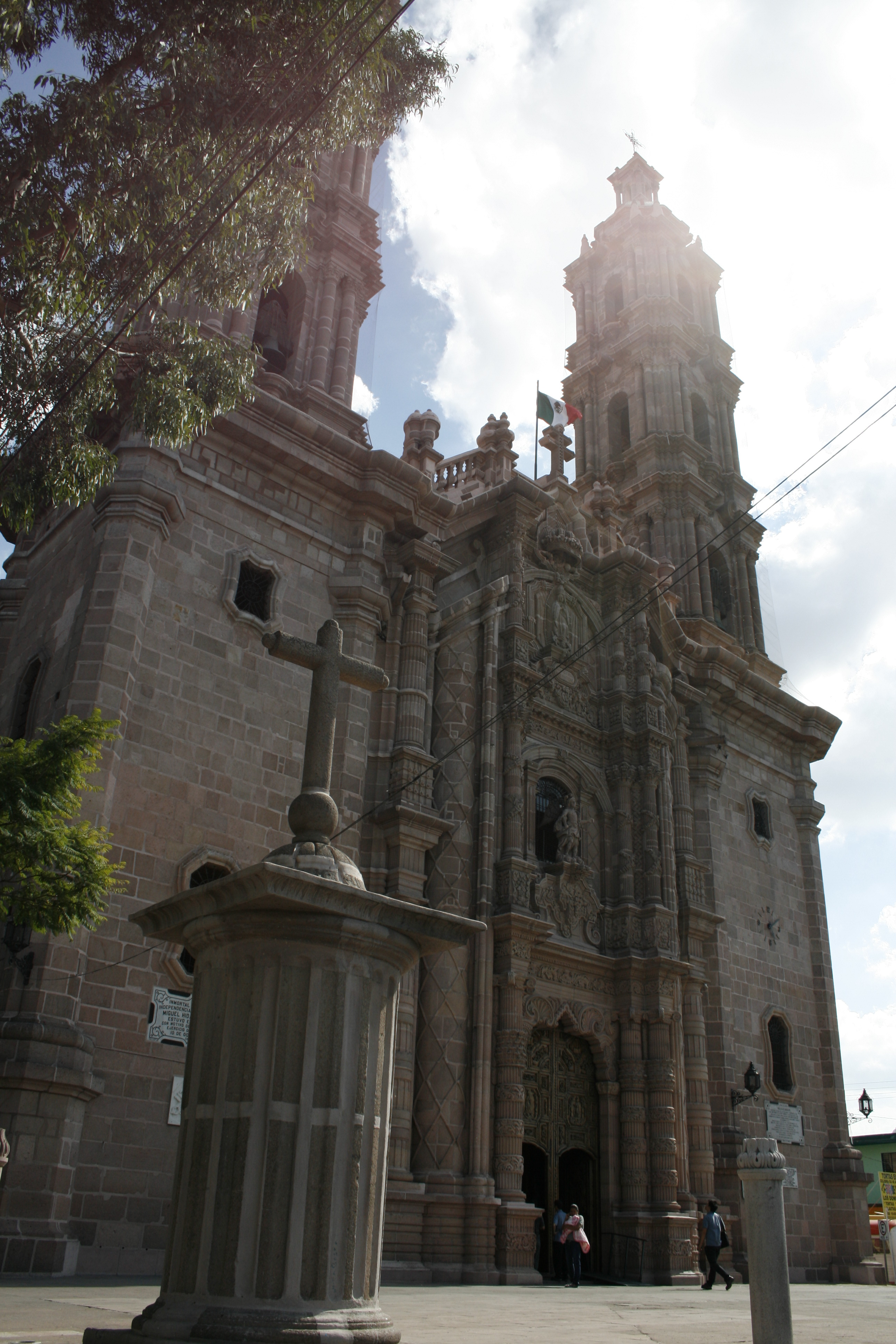
Basílica de Guadalupe.